# Big Rip
Big Rip er en teori om, hvad der vil ske med universet på lang sigt.
I 1929 fandt Edwin Hubble ud af, at universet udvider sig, og i dag har man fundet, at universet ikke bare udvider sig, men at det også gør det hurtigere og hurtigere (med acceleration). To punkter A og B i universet vil derfor med tiden begynde at fjerne sig fra hinanden med så stor fart, at end ikke engang lyset kan nå fra A til B.
Tyngdekraften, de elektromagnetiske kræfter og andre former for vekselvirkninger udbreder sig med lysets hastighed. Så når A og B bevæger sig fra hinanden hurtigere end lyset, kan hverken tyngdekraften eller de elektromagnetiske kræfter holde A og B sammen, hvor tæt de end ligger sammen.
En dag vil lyset ikke kunne nå fra den ene side af Mælkevejen til den anden, og tyngdekraften vil holde op med at holde galakser sammen. Med tiden vil lyset heller ikke kunne nå fra Solen og ud til Pluto, hvorved solsystemet vil blive revet fra hinanden (selv om Solen ville være slukket lang tid, inden det ville ske). Det endelige Big Rip sker, når lyset ikke længere kan nå den afstand, der svarer til størrelsen på et atom, og naturkræfterne dermed ikke længere kan holde sammen på stoffet i universet.
Denne kraft, som modvirker tyngdekraften, kaldes mørk energi og må ikke forveksles med mørkt stof.
Se evt. også de andre to teorier, Big Chill og Big Crunch.
| Astronomi | Spire Denne artikel om astronomi er en spire som bør udbygges. Du er velkommen til at hjælpe Wikipedia ved at udvide den. |